# Blue Stahli
«Blue Stahli» — музичний гурт напрямку електронний рок, заснований мультиінструменталістом Бретом Отрі. Базується в місті Детройт, штат Мічиган, США.

## Біографія
У 2007 році, після релізу матеріалу під ім'ям Voxis, голова лейблу FiXT Клейтон, запропонував Отрі переїхати до Детройту для подальшого запису у Celldweller Studios. У наступному році Blue Stahli дебютував із синглом Kill Me Every Time, у якому Клейтон виступав як запрошений вокаліст, мікшер і продюсер. На цьому ж лейблі Blue Stahli випустив ще п'ять синглів, які потім увійшли у повноцінний альбом. Треки Blue Stahli, як і його колеги за лейблом Celldweller, були використані у декількох фільмах, телевізійних шоу та відеоіграх. Лінійка інструментальних альбомів Antisleep були записані саме для цього.

## Стиль
Стиль Брета схожий на його колегу Клейтона. Він поєднує агресивну гру на гітарі, ударні ритми, мелодійний вокал та неочікувані музичні ефекти. Стиль поєднує елементи з таких жанрів як альтернативний метал, електроніка та індастріал.

## Дискографія

### Студійні альбоми
| Рік  | Назва Альбому             | Примітка                                 |
| ---- | ------------------------- | ---------------------------------------- |
| 2006 | Darkeworld Project One    | Незалежний реліз під ім'ям «Voxis»       |
| 2008 | Antisleep Vol. 01         | Інструментальний альбом                  |
| 2011 | Blue Stahli               | Перший повноцінний альбом                |
| 2011 | Antisleep Vol. 02         | Другий інструментальний альбом           |
| 2012 | Blue Stahli Instrumentals | Інструментальна версія дебютного альбому |
| 2013 | Antisleep Vol. 03         | Третій інструментальний альбом           |

### Сингли та EP
- Kill Me Every Time (2008, FiXT)
- Scrape (2008, FiXT)
- ULTRAnumb (2009, FiXT)
- Throw Away (2009, FiXT)
- Anti You (2009, FiXT)
- Antisleep: Undercover (Збірка треків з живих виступів та студійних каверів)
- Corner (2010, FiXT)
- Metamorphosis (2011, FiXT)
- Smackdown (2011, FiXT)

### Компіляції
- FiXT Music Comp 2008 (2008, Fixt Music) — 3 композиції

### Музика була використана в
- Топмодель по-американськи
- The Final Destination (трейлер)
- Race To Witch Mountain (трейлер)
- Bones
- Knight Rider (2008 film)
- Shorts
- Witchblade
- Stylista
- Bitch Slap
- The Big Bang Theory
- The Shot
- From Paris with Love (film)
- Dead Rising 2
- The Bleeding
- Lost Boys: The Thirst
- Sucker Punch (film)
- Underworld: Awakening
- Players (2012)
- Tron Legacy (трейлер)
- The Tourist (2010 film) (трейлер)
- Jonah Hex (трейлер)
- Criminal Minds

### Ремікси
- Celldweller — «Own Little World» (Remorse Code & Blue Stahli Remix) (2006)
- Celldweller — «Birthright» (Birthwrong Remix by Blue Stahli) (2008)
- Breathing Underwater — Rain Clouds (Blue Stahli Remix) (2009)
- Celldweller — «Frozen» (Celldweller vs. Blue Stahli) (2011)
- BT — «Feed The Monster» (Blue Stahli Mix) (2011)
- Celldweller — «Shapeshifter» (Blue Stahli Mix) (2011)
- Beastie Boys — Sabotage (Blue Stahli remix) (2012)